# Altdorf (Pfalz)

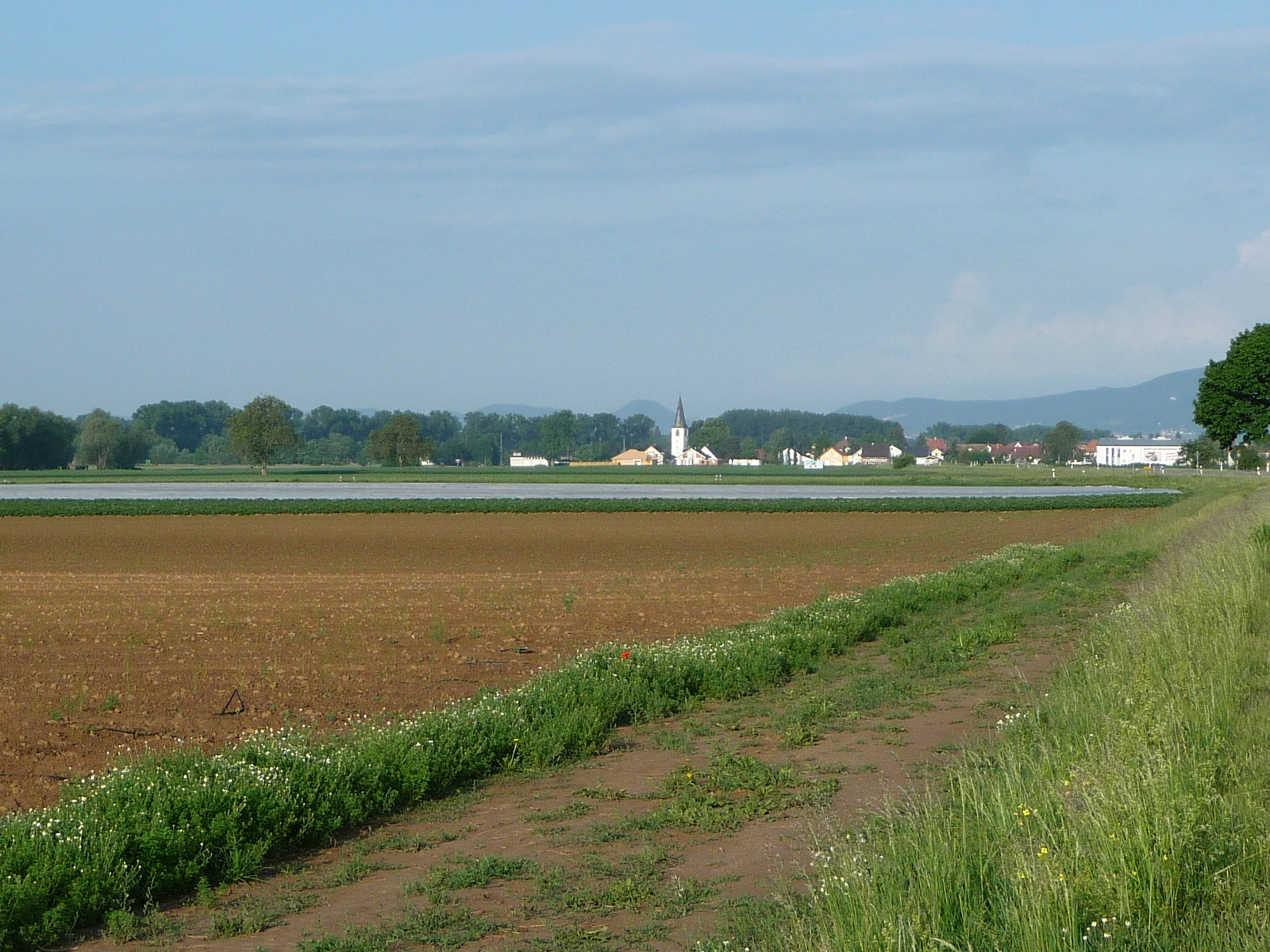
Ortsbild von Altdorf

Altdorf ist eine Ortsgemeinde im Landkreis Südliche Weinstraße in Rheinland-Pfalz. Sie gehört der Verbandsgemeinde Edenkoben an.

## Geographie

### Lage
Die Gemeinde liegt 7 km östlich von Edenkoben zwischen der zum Pfälzerwald gehörenden Haardt und dem Rhein mitten im Gäu. Zu Altdorf gehört zusätzlich der Wohnplatz Ziegelhütte, der sich im nördlichen Gemeindegebiet befindet.
Nachbargemeinden sind – im Uhrzeigersinn – Neustadt an der Weinstraße, Böbingen, Freimersheim, Großfischlingen, Venningen und Kirrweiler. Zudem gehören zwei unbewohnte Exklaven im Pfälzerwald, die jeweils Altdorfer Wald heißen, zum Gemeindegebiet. Die weiter östlich liegende grenzt im Uhrzeigersinn – Exklaven kursiv gesetzt – an Maikammer, Edenkoben, Rhodt unter Rietburg und Böbingen. Die westliche grenzt im Uhrzeigersinn an Kirrweiler, Böbingen und Venningen.

### Gewässer
Der in West-Ost-Richtung verlaufende Triefenbach streift den südlichen Rand der Bebauung; zuvor nimmt er von rechts den Brühlgraben auf. Durch den Süden der Gemeindegemarkung fließt der Lachgraben. Der Modenbach und dessen linker Zufluss Waldgraben bilden stellenweise die Grenze zu Großfischlingen und der Kropsbach stellenweise diejenige zu Neustadt.
Die östliche Waldexklave wird ebenfalls vom Triefenbach durchflossen, die andere wird im Westen durch den Kohlbach begrenzt; innerhalb letzterer befindet sich zudem der Kohlbrunnen.

## Geschichte
Die älteste erhaltene Erwähnung von Altdorf stammt von 776 in einer Urkunde der Abtei Lorsch. Bis gegen Ende des 18. Jahrhunderts gehörte der Ort dem Grafen von Degenfeld und bildete dort ein Oberschultheißenamt. Das Kloster Otterberg war im Ort begütert.
Von 1798 bis 1814, als die Pfalz Teil der Französischen Republik (bis 1804) und anschließend Teil des Napoleonischen Kaiserreichs war, war Altdorf in den Kanton Landau eingegliedert. 1815 hatte der Ort insgesamt 468 Einwohner. Im selben Jahr wurde er Österreich zugeschlagen. Bereits ein Jahr später wechselte der Ort wie die gesamte Pfalz in das Königreich Bayern. Zur selben Zeit wechselte die Gemeinde in den Kanton Edenkoben. Von 1818 bis 1862 gehörte die Gemeinde dem Landkommissariat Landau an; aus diesem ging das Bezirksamt Landau  hervor.
Ab 1939 war der Ort Bestandteil des Landkreises Landau in der Pfalz. Nach dem Zweiten Weltkrieg wurde Altdorf innerhalb der französischen Besatzungszone Teil des damals neu gebildeten Landes Rheinland-Pfalz. Im Zuge der ersten rheinland-pfälzischen Verwaltungsreform wechselte die Gemeinde am 7. Juni 1969 in den neu geschaffenen Landkreis Landau-Bad Bergzabern, der 1978 in Landkreis Südliche Weinstraße umbenannt wurde. 1972 wurde Altdorf der ebenfalls neu gebildeten Verbandsgemeinde Edenkoben zugeordnet.

## Religion
Die Katholiken gehören zum Bistum Speyer und unterstehen dort dem Dekanat Landau. Die Evangelischen sind Teil Protestantischen Landeskirche Pfalz und fallen in den Zuständigkeitsbereich des Pfarramtes im Gäu. 2012 waren 53,8 Prozent der Einwohner evangelisch und 26,3 Prozent katholisch. Die übrigen gehörten einer anderen Religion an oder waren konfessionslos.
Vor Ort befand sich einst eine jüdische Gemeinde, deren verstorbene Mitglieder in Essingen beigesetzt wurden. Am 22. Oktober 1940 wurden die in Altdorf lebenden Juden im Zuge der Wagner-Bürckel-Aktion deportiert.

## Politik

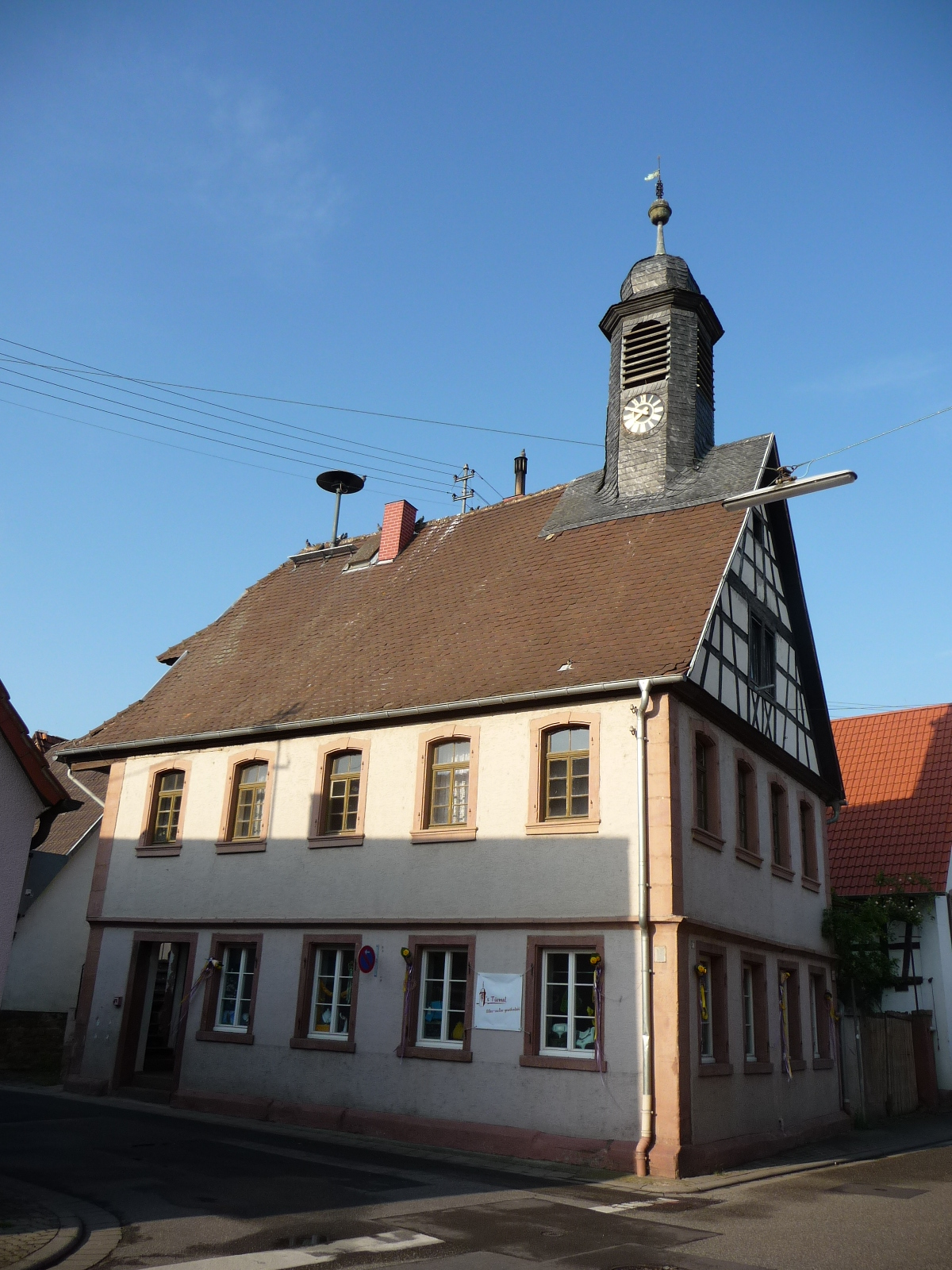
Ehemaliges Rathaus

### Gemeinderat
Der Gemeinderat in Altdorf besteht aus zwölf Ratsmitgliedern, die bei der Kommunalwahl am 9. Juni 2024 in einer Mehrheitswahl gewählt wurden, und dem ehrenamtlichen Ortsbürgermeister als Vorsitzendem.

### Bürgermeister
Helmut Litty wurde 2009 als Nachfolger von Erich Litty Ortsbürgermeister von Altdorf. Bei der Direktwahl am 26. Mai 2019 wurde er mit einem Stimmenanteil von 56,53 % wiedergewählt. Da bei der Direktwahl am 9. Juni 2024 kein gültiger Wahlvorschlag eingereicht wurde, oblag die Neuwahl des Bürgermeisters gemäß rheinland-pfälzischer Gemeindeordnung dem Rat der Gemeinde. Auf seiner konstituierenden Sitzung am 16. Juli 2024 bestätigte er Helmut Litty für weitere fünf Jahre in seinem Amt.

### Wappen

Wappen vor 1953

| Wappen von Altdorf | Blasonierung: „In geviertem Schild oben rechts in Rot eine zweitürmige gemauerte silberne Burg mit offenem Tor, belegt mit einem schrägrechts liegenden goldenen Abtstab, darüber schwebend eine dreizackige goldene Krone, oben links in Blau ein silberner Adler, unten rechts ein silbernes Schildhaupt über blauem Feld, unten links in Gold ein schwarzes Gemarkungszeichen in Form des Umrisses eines geteilten Halbrundschildes mit henkelförmigem Absatz am oberen Schildrand.“                                 |
| Wappen von Altdorf | Wappenbegründung: Das vom rheinland-pfälzischen Innenministerium am 6. August 1953 verliehene Wappen erinnert an vier geschichtliche Gegebenheiten. Das Feld 1 erinnert daran, dass Altdorf schon in frühester Zeit ein Lehen des Klosters Weißenburg war. Im Feld 2 ist der Adler der Grafen von Degenfeld-Schomburg zu sehen. In Feld 3 ist das Wappen der Herren von Altdorf abgebildet und Feld 4 zeigt das Wappen vor 1953, ein Gemarkungszeichen, welches schon in Otto Hupps Wappenbuch zu sehen war. genehmigt. |

### Banner und Flagge
|  | 00Banner: „Das Banner ist gelb-schwarz längsgestreift mit schwarz-gelbem Bannerhaupt und aufgelegtem Wappen an der Schnittstelle zwischen Bannerhaupt und unterem Teil.“ |
|  | 00Hissflagge: „Die Flagge ist schwarz-gelb viergeteilt mit dem aufgelegten Wappen in der Mitte.“                                                                         |

## Kultur und Sehenswürdigkeiten

### Kulturdenkmäler

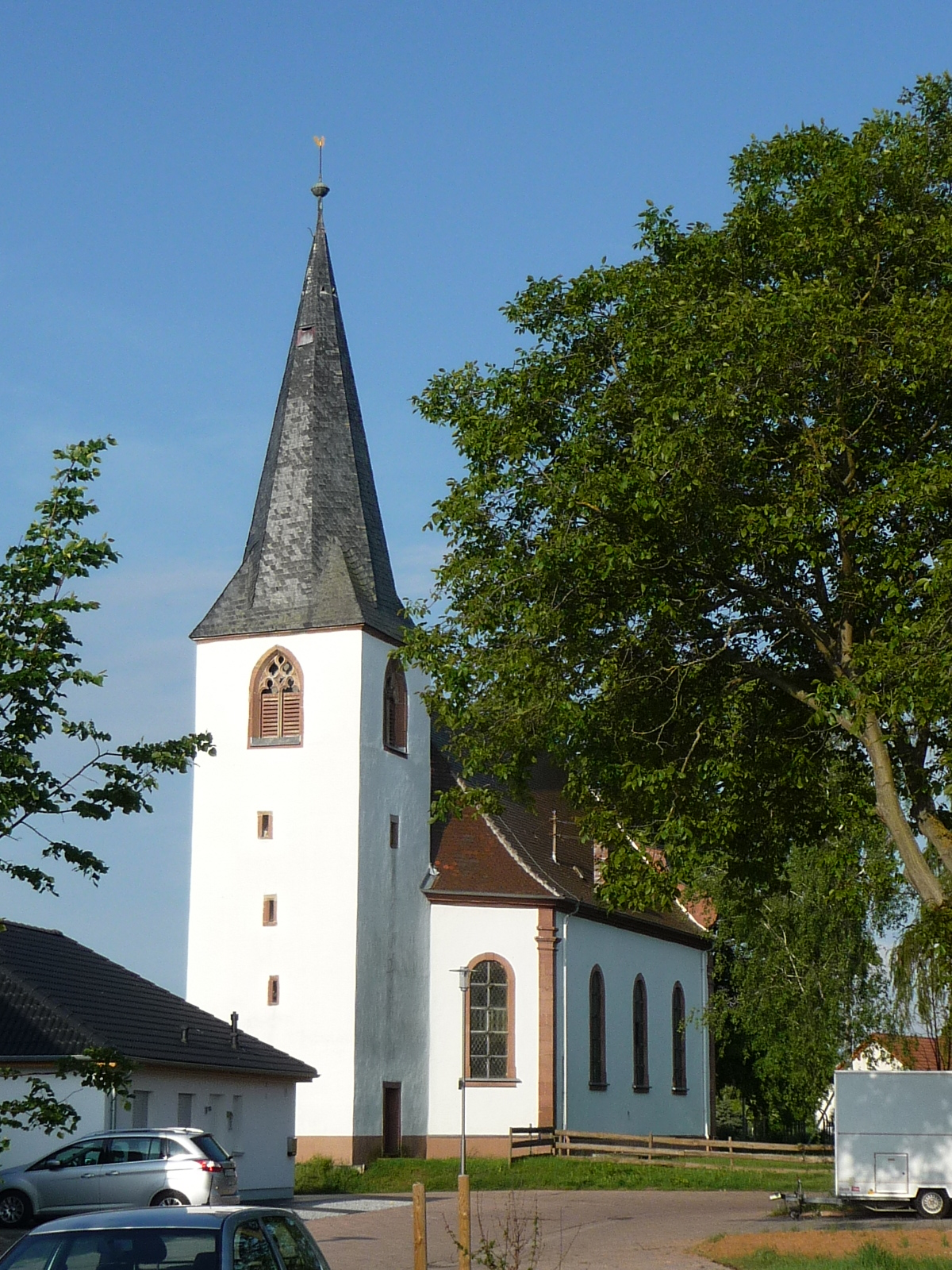
Denkmalgeschützte protestantische Pfarrkirche

In der Ortsgemeinde existieren insgesamt acht Objekte, die unter Denkmalschutz stehen, darunter die protestantische Kirche:
- Rathaus, erbaut 1583

### Natur
Die beiden Waldexklaven liegen im Naturpark Pfälzerwald, der wiederum zum Biosphärenreservat Pfälzer Wald-Vosges du Nord gehört. Die Landschaftsschutzgebiete Mittleres Modenbachtal und Triefenbachtal erstrecken sich teilweise über die Gemeindegemarkung.

## Wirtschaft und Infrastruktur

### Weinbau
Altdorf ist ein Winzerort und als solcher Teil des Weinanbaugebiets Pfalz. Die mit Wein bepflanzte Fläche beträgt 214 ha. Altdorfer Weine gibt es in einer breiten Palette an Rebsorten aus den Einzellagen „Gottesacker“ (121,2,ha) und „Hochgericht“ (92,8 ha), die zur  Großlage „Trappenberg“ gehören.
Im Zuge der Haingeraide war Altdorf an der sogenannten vierten Haingeraide beteiligt, die in der frühen Neuzeit aufgelöst und die teilweise der Gemeinde unterstellt wurde. das Deidesheimer Spital besaß auf der Gemeindegemarkung einst 15.935 Quadratmeter Ackerfläche, die es nach dem Zweiten Weltkrieg verkaufte.

### Verkehr

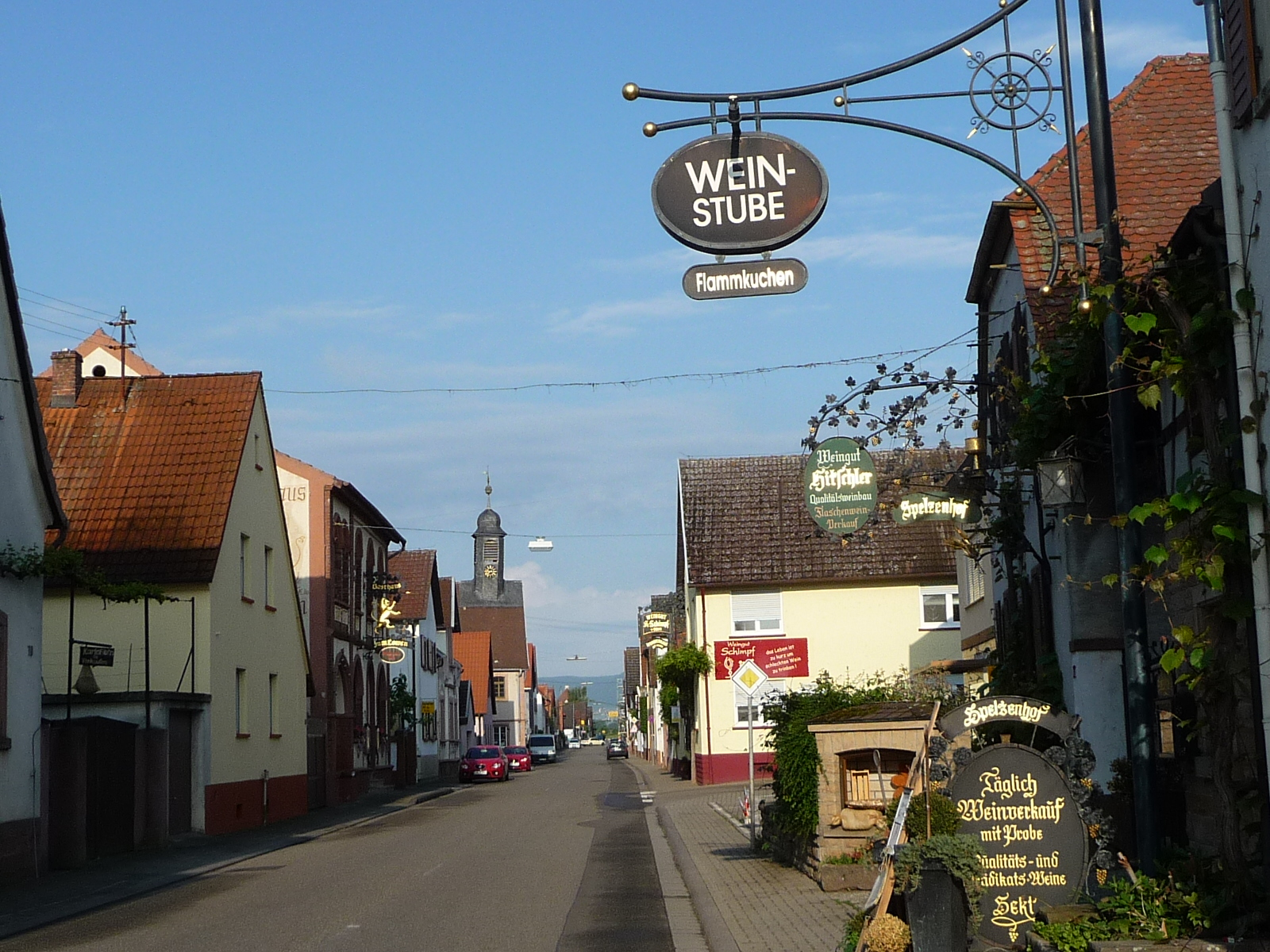
Kreisstraße 6 innerhalb von Altdorf

Durch Altdorf verläuft in Nord-Süd-Richtung die Landesstraße 540; sie stellt eine Verbindung mit Lachen-Speyerdorf und Neulauterburg her. Die von Westen nach Osten führende Kreisstraße 6 verläuft von Edenkoben nach Gommersheim.
Der Ort selbst ist über die von PalatinaBus betriebene Buslinie 505 des Verkehrsverbundes Rhein-Neckar, die ihn mit Edenkoben und Gommersheim verbindet, an das Nahverkehrsnetz angebunden. Nächstgelegener Bahnhof ist Edenkoben an der Bahnstrecke Neustadt–Wissembourg.

### Bildung
Die nächstgelegene Grundschule befindet sich im benachbarten Böbingen.

### Tourismus

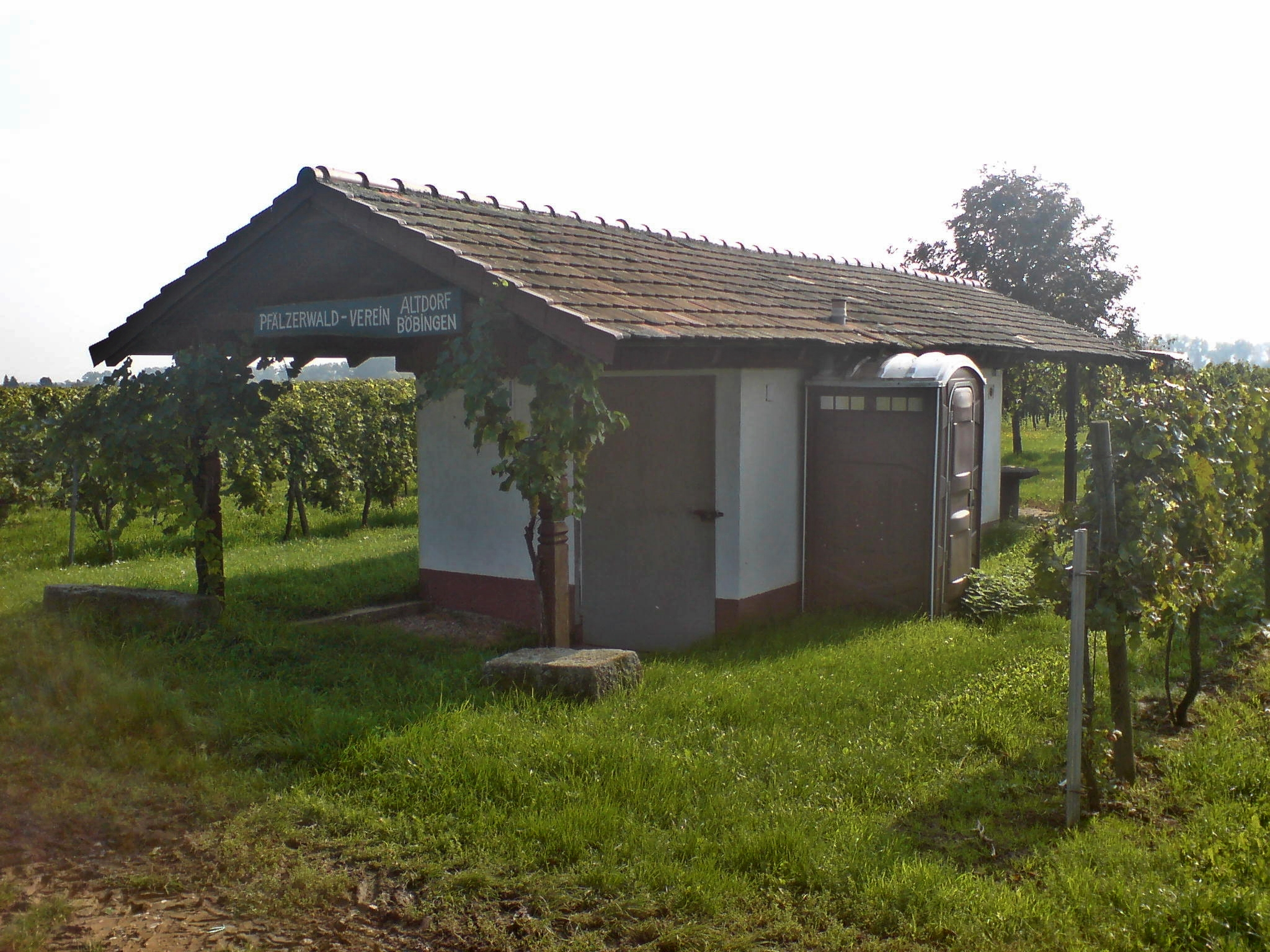
Schmied Kurt’s Haisel

Im Nordwesten der Gemarkung befindet sich mit dem Schmied Kurt’s Haisel eine Hütte des Pfälzerwald-Vereins, die von dessen Ortsgruppe Altdorf-Böbingen betrieben wird, in der jedoch weder Bewirtung erfolgt noch Übernachtungsmöglichkeiten existieren. Durch den Süden des Gemeindegebietes sowie durch die östliche Waldexklave verläuft der mit einem roten Kreuz markierte Fernwanderweg Franken-Hessen-Kurpfalz. Zudem liegt die Gemeinde am Kraut-und-Rüben-Radweg.

## Persönlichkeiten

### Ehrenbürger
- 1968: Karl Litty (1888–1984), Bürgermeister von 1920 bis 1933 und 1946 bis 1968[14]
- 2000: Werner von Nida (1930–2017), 1968 bis 1989 Bürgermeister[14][15]
- 2021: Heinz Litty (* 1944), Landwirtschaftsmeister[16]
- 2024: Irene Koller (* 1940)[17]

### Söhne und Töchter der Gemeinde
- Julius Moses (1869–1945), Arzt und Heilpädagoge

### Personen, die vor Ort gewirkt haben
- Georg Michael Klingmann, 1792/93 Mitglied des Rheinisch-Deutschen Nationalkonvents
- Peter Brauchle (* 1970), Bildhauer, gestaltete 2010 und 2021 die örtlichen Kreisel